# Alvar Rantalahti
Alvar Rantalahti (ur. 29 lipca 1913 w Sippola, zm. 30 stycznia 2007) – fiński biegacz narciarski, srebrny medalista mistrzostw świata. W 1938 roku wystartował na mistrzostwach świata w Lahti. Osiągnął tam największy sukces w swojej karierze zdobywając srebrny medal w biegu na 50 km techniką klasyczną. Wyprzedził go jedynie jego rodak Kalle Jalkanen, a trzecie miejsce na podium zajął Lars Bergendahl z Norwegii, który stracił do Rantalahtiego zaledwie 10 sekund. Nigdy nie startował na igrzyskach olimpijskich.

## Osiągnięcia

### Mistrzostwa świata
| Miejsce | Dzień     | Rok  | Miejscowość | Konkurencja          | Czas biegu | Strata | Zwycięzca      |
| ------- | --------- | ---- | ----------- | -------------------- | ---------- | ------ | -------------- |
| 2.      | 27 lutego | 1938 | Lahti       | 50 stylem klasycznym | 4:06:09    | +4:35  | Kalle Jalkanen |